# V distrito de París
El V distrito de París (5.° distrito de París), también conocido como distrito del Panteón, es uno de los veinte distritos de la capital francesa. Situado en la orilla izquierda del río Sena, es el barrio más antiguo de la ciudad, dado que fue construido por los romanos.
Es un distrito muy turístico. En él se encuentran: el histórico barrio Latino, numerosos centros universitarios y educativos (como la Sorbona) y el Panteón de París.

## Administración

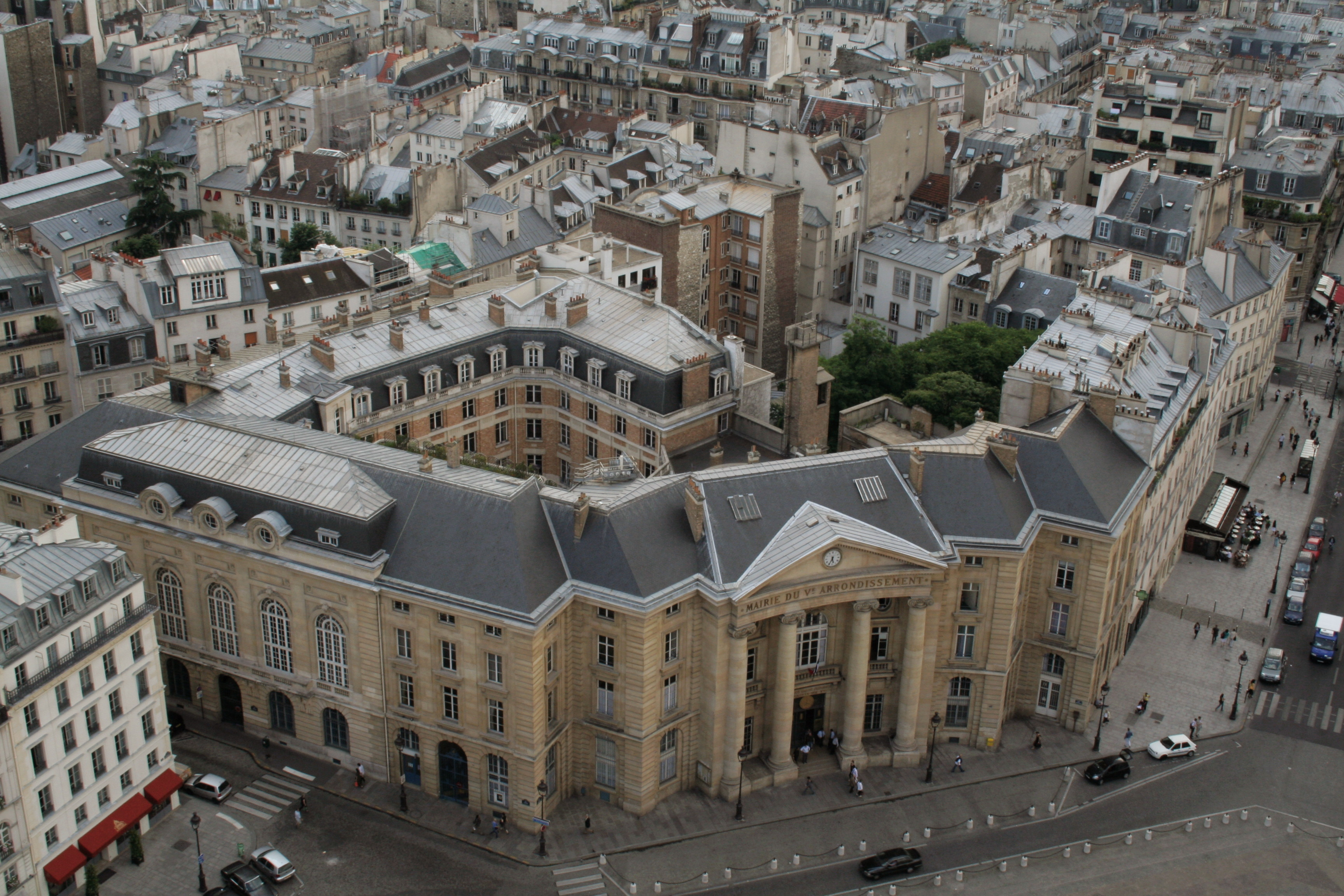
Alcaldía del V Distrito.

El distrito está dividido en cuatro barrios:
- Barrio Saint-Victor
- Barrio del Jardin-des-Plantes
- Barrio del Val-de-Grâce
- Barrio de la Sorbonne

Su alcalde actual es Jean Tiberi (UMP). Fue elegido en 2008 por seis años. La alcaldía de este distrito es una de las más espectaculares de la ciudad.

## Demografía
El distrito contaba en el último censo de 1999 con 58 849 habitantes sobre una superficie de 254 hectáreas, lo que representa una densidad de 23 160 hab/km².
| Año (censo nacional)     | Población | Densidad (hab. por km²) |
| ------------------------ | --------- | ----------------------- |
| 1872                     | 96 689    | 38 067                  |
| 1911 (pico de población) | 121 378   | 47 768                  |
| 1936                     | 107 120   |                         |
| 1954                     | 106 443   | 41 907                  |
| 1962                     | 96 031    | 37 793                  |
| 1968                     | 83 721    | 32 948                  |
| 1975                     | 67 668    | 26 630                  |
| 1982                     | 62 173    | 24 468                  |
| 1990                     | 61 222    | 24 094                  |
| 1999                     | 58 849    | 23 160                  |
| 2006                     | 61 475    | 24 203                  |

## Lugares de interés
- Lugares religiosos:
  - Panteón de París
  - Iglesia Saint Étienne du Mont
  - Iglesia Saint Séverin

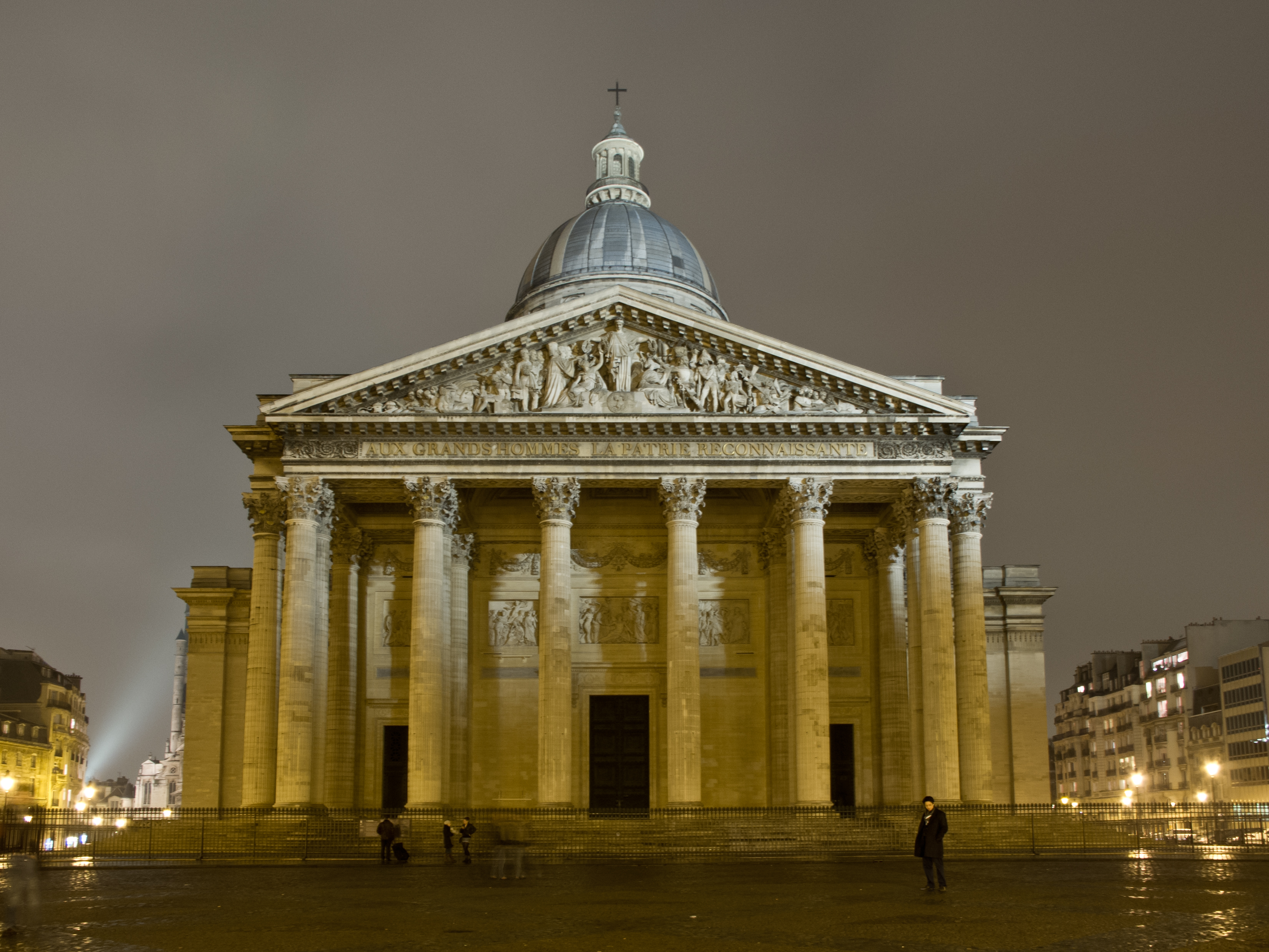
El Panteón de París.

  - Iglesia Saint Jacques du Haut Pas
  - Iglesia Saint Médard
  - Iglesia Saint Julien le Pauvre
  - Iglesia Saint-Nicolas-du-Chardonnet
  - Gran Mezquita de París

- Hospitales:
  - Hospital Val-de-Grâce

- Museos:

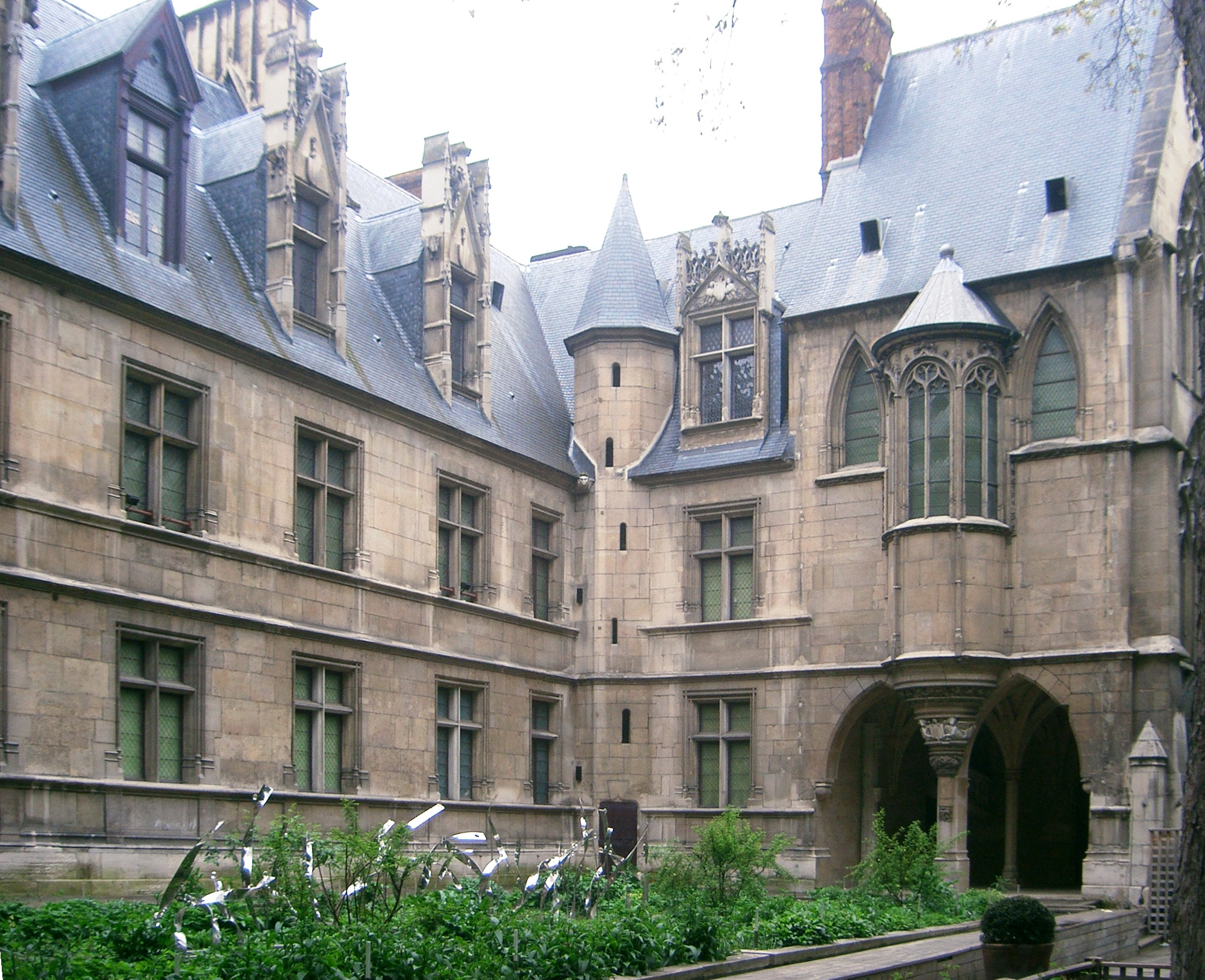
Museo Nacional de la Edad Media de París.

- - Museo Nacional de la Edad Media de París
  - Museo Nacional de Historia Natural de Francia

- Bibliotecas:
  - Biblioteca de Santa Genoveva

- Jardines botánicos:
  - Jardin des Plantes

- Puentes : 
  - Puente de Sully
  - Puente de la Tournelle
  - Pont au Double
  - Puente Saint-Michel
  - Puente de Austerlitz
  - Puente del Arzobispado

- Centros universitarios, educativos y de investigación:

- - La Sorbonne

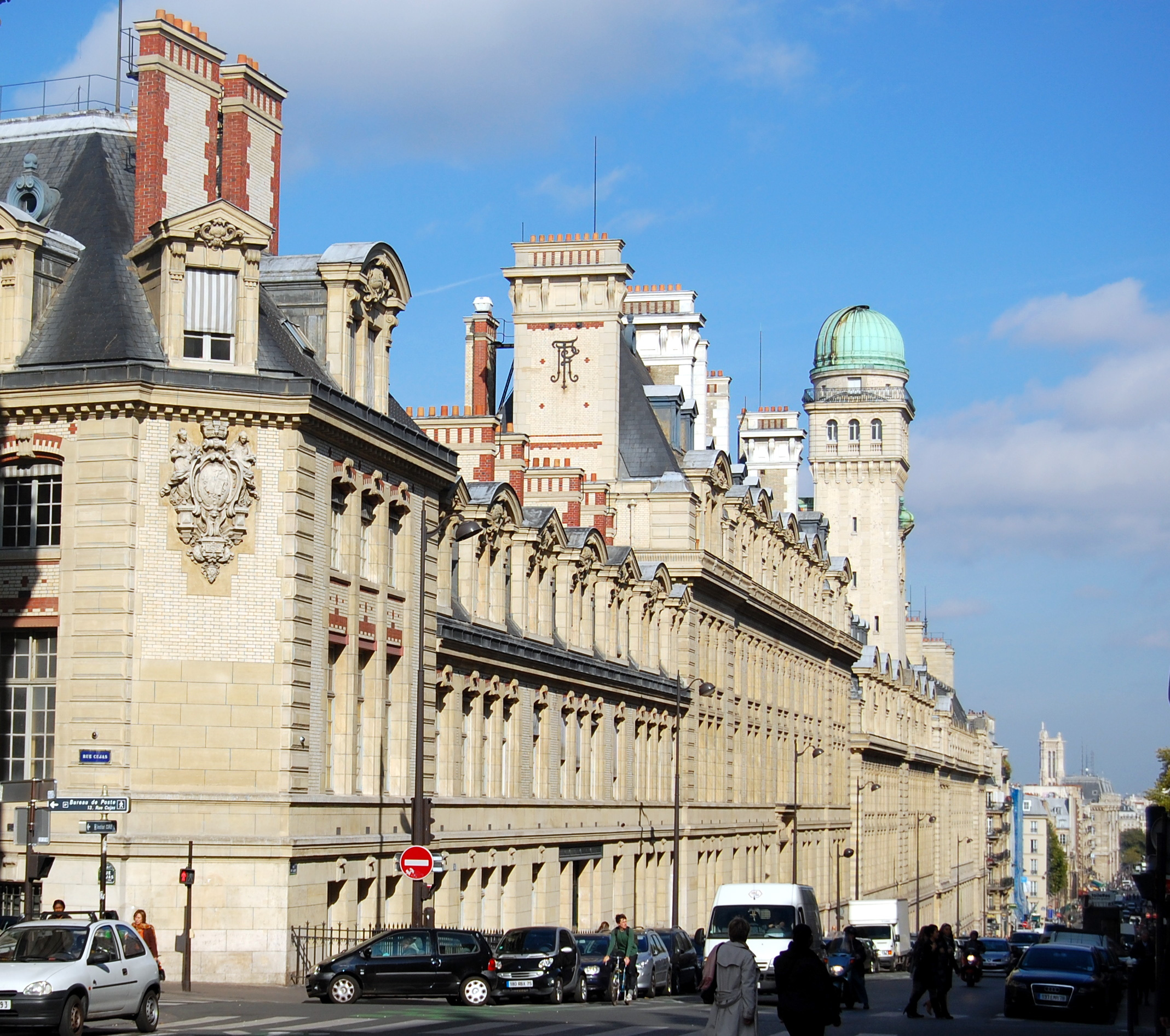
La Sorbonne.

    - Universidad de París 1 Panthéon-Sorbonne
    - Universidad de París III Sorbonne Nouvelle
    - Universidad Sorbona
    - Universidad de París Cité

  - Campus de Jussieu
  - Liceo Louis-le-Grand
  - Collège de France
  - École Nationale des Chartes
  - Escuela Normal Superior de París
  - École polytechnique
  - Schola Cantorum de París

- Otros
  - Arenas de Lutecia
  - Instituto del Mundo Árabe

## Principales calles
- Bulevar Saint Germain
- Bulevar Saint-Michel
- Calle Saint Jacques

## Transporte

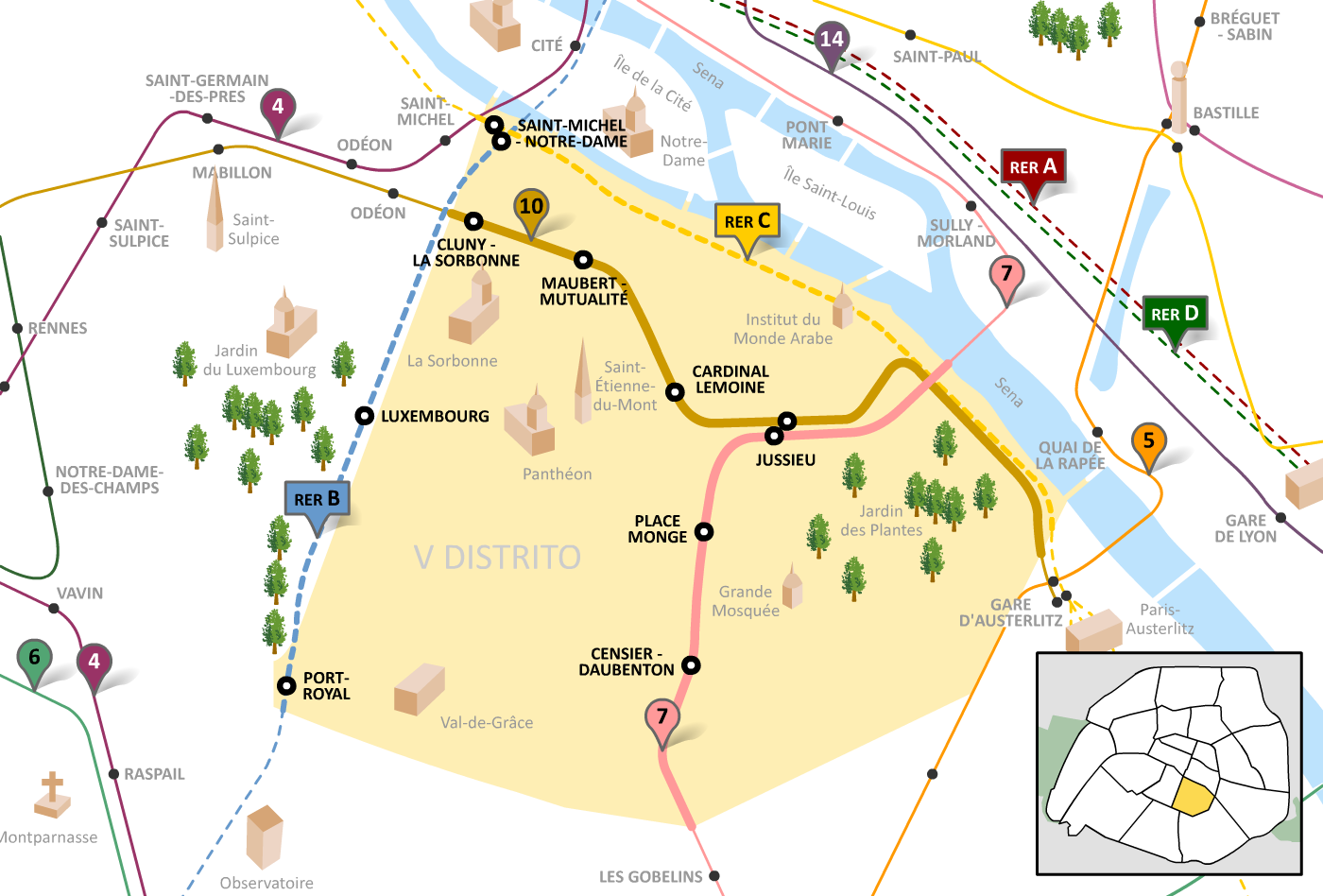
Mapa del metro y del RER en el V Distrito.

Hay dos líneas de metro y dos del tren RER que tienen estaciones en el V Distrito. Si bien algunos incluyen a las estaciones Saint-Michel de la línea 4 y Gare d'Austerlitz de la línea 5, ambas se encuentran fuera de sus límites, por lo que ninguna de esas líneas tiene estaciones en el distrito.
- (estaciones Jussieu, Place Monge y Censier - Daubenton)
- (Cluny - La Sorbonne, Maubert - Mutualité, Cardinal Lemoine y Jussieu)
- (Saint-Michel - Notre-Dame y Luxembourg)
- (Saint-Michel - Notre-Dame)

## Gobierno
Este distrito tenía la sede administrativa del Bureau d'Enquêtes sur les Événements de Mer (BEAmer, "Oficina de investigación de accidentes marítimos").